# Усман ибн Ибрагим
Усман ибн Ибрагим — последний правитель Западного Караханидского каганата (1202—1212).

## Биография

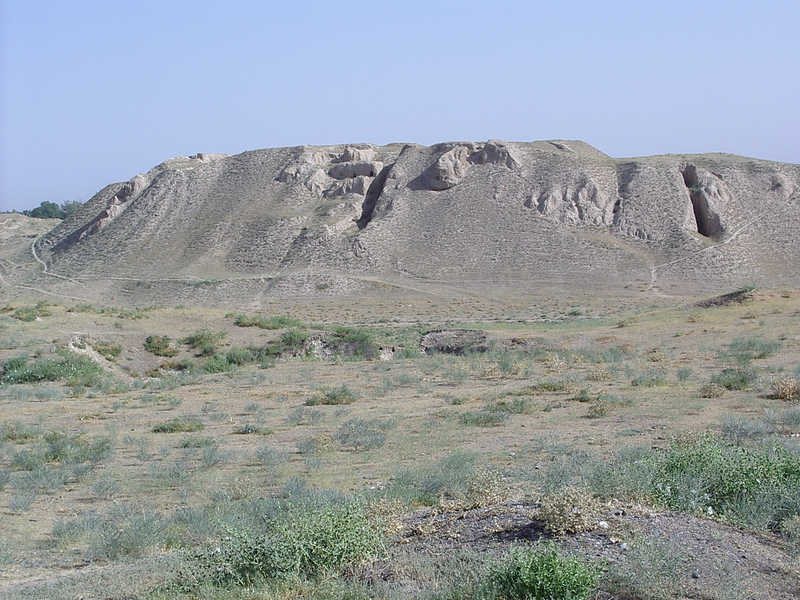
руины резиденции Усмана, городище Афрасиаб, Самарканд

В 1202 году, после смерти Ибрагим ибн Хусейн-хана, на престол в Самарканде вступил его сын Усман-хан. Его полный титул был Нусрат ад-дунйа ва-д-дин Усман улуг султан ас-салатин. Ибн ал-Асир называет его «султаном Самарканда и Бухары», но от Усмана дошли только самаркандские монеты, на которых он, подобно отцу, именуется «султаном султанов». Усман был последним караханидским владетелем Самарканда и, последним главой Западного Караханидского каганата.
Несмотря на захват Бухары хорезмшахом Ала-аддин Мухаммадом в 1207 году, это не привело к подчинению Усмана б. Ибрахима, отношения между ханом и хорезмшахом носили характер равноправного союза. В дальнейшем он признал себя вассалом хорезмшаха. Договор был скреплен браком Усмана на дочери хорезмшаха Мухаммеда, Хан Султан.
Усман б. Ибрагим и хорезмшах в августе-сентябре 1210 г. в степи Иламиш в Фергане разгромили кара-китаев и их власть в Мавераннахре была уничтожена. Тем не менее, поведение хорезмийского гарнизона в Самарканде вызвало возмущение самаркандцев, к которым присоединился Усман, и в 1212 г. против власти хорезмшаха было поднято восстание. Мухаммад взял Самарканд и казнил последнего кагана Западного каганата.

## В культуре
Усман стал персонажем романа Исая Калашникова «Жестокий век».